# Phare de Borj Nador
Le phare de Borj Nador est un phare situé à 14 km au nord du port de Safi (Région de Marrakech-Safi - Maroc).
Il est géré par l'autorité portuaire et maritime au sein du Ministère de l'équipement, du transport, de la logistique et de l'eau.

## Histoire
Le phare est érigé à flanc de falaise sur un lieu-dit Pointe de la Tour. C'est une tour carrée, avec galerie est lanterne, de 12 m de haut, attenante à un bâtiment technique. L'édifice est blanc et la lanterne est verte. C'est un feu à occultations émettant 4 éclats blancs, toutes les 12 secondes. D'une hauteur de 90 m au-dessus du niveau moyen de la mer, sa portée est de 18 milles nautiques (environ 32 km).
Identifiant : ARLHS : MOR031 - Amirauté : D2595 - NGA : 23180 .

### Lien connexe
- Liste des phares du Maroc